# Georg Breusing (Schiff)
Die Georg Breusing war ein Seenotkreuzer der Deutschen Gesellschaft zur Rettung Schiffbrüchiger (DGzRS) der 26-Meter-Klasse (so genannte Georg Breusing-Klasse), der 1963 von der Werft Abeking & Rasmussen in Lemwerder unter Baunummer 5870 erbaut wurde. Die DGzRS-interne Bezeichnung lautete KRS 6.
Das Tochterboot Engelke up de Muer (Baunummer 5883) hatte die interne Bezeichnung KRT 6.

## Namensgebung
Getauft wurde das Schiff in Bremen-Vegesack am 29. Mai 1963 zum 98. Geburtstag der DGzRS zu Ehren des Gründers des ersten ostfriesischen Rettungsvereins (1861), des Emder Oberzollinspektors Georg Breusing. Als Taufpatin konnte seine Urenkelin Frau Dr. med. Ingelene Breusing gewonnen werden.
Das Tochterboot erhielt den Namen nach dem „Engelke op de Muer“ (Engel[chen] auf der Mauer), einer Figur aus dem Stadtwappen von Emden.
Gleich nach der Taufe schickte die DGzRS den neuen Kreuzer zur 9. International Lifeboat Conference nach Edinburgh. Bei der Veranstaltung der International Maritime Rescue Federation traf der Neubau auf andere aktuelle Rettungsboote der RNLI, KNRM, SSRS und der NSSR. Die internationalen Experten zeigten großes Interesse an dem neuesten Modell eines Seenotkreuzers. Auf Wunsch der RNLI machte die Georg Breusing in Begleitung von englischen Inspekteuren eine Besuchsfahrt zu einigen Häfen an der englischen Ostküste. Bei dieser Fahrt führte der Kreuzer seinen ersten Einsatz im Seenotdienst aus.

## Stationierung
Ab 17. Juni 1963 bis zur Außerdienststellung am 1. Juli 1988 lag die Georg Breusing einsatzbereit an der Seenotrettungsstation Borkum und sicherte die Zufahrt in der Emsmündung. Sie löste dort die Theodor Heuss ab, die zur Seenotrettungsstation Laboe wechselte. Nachfolger des 26-Meter-Kreuzers war die Alfried Krupp.
Unter dem Kommando der Vormänner Wilhelm Eilers und Karl-Friedrich Brückner retteten die Besatzungen 1672 Menschen aus Seenot.

## Verbleib
Nach der Außerdienststellung des Kreuzers ist er an einen privaten Förderverein, den Förderkreis Rettungskreuzer Georg Breusing e. V., übergegangen. Seit dem 23. Dezember 1988 liegt die Georg Breusing als Museumsschiff im Emder Ratsdelft und kann dort besichtigt werden. Das Schiff ist bis heute betriebsfähig und verlässt zu besonderen Anlässen gelegentlich seinen Liegeplatz.

## Schwesterschiffe
- Arwed Emminghaus
- Adolph Bermpohl
- Peacock, ehem. Lotsenboot und Museumsschiff in Astoria/Oregon (USA)
- Michele Fiorillo, Schiff der italienischen Küstenwache Guardia Costiera[2]